# Sékoulas
Sékoulas (Sekoulas) är en ort i Grekland.   Den ligger i prefekturen Nomós Ileías och regionen Västra Grekland, i den södra delen av landet, 170 km väster om huvudstaden Aten. Sékoulas ligger 99 meter över havet och antalet invånare är 161.
Terrängen runt Sékoulas är huvudsakligen kuperad, men den allra närmaste omgivningen är platt. Sékoulas ligger nere i en dal.Runt Sékoulas är det glesbefolkat, med 9 invånare per kvadratkilometer. Närmaste större samhälle är Alífeira, 5,2 km söder om Sékoulas. 